# Hymn Wenezueli
Gloria al Bravo Pueblo („Chwała dzielnemu ludowi”) zostało zaadaptowane jako hymn Wenezueli przez prezydenta Antonio Guzmán Blanco 25 maja 1881 roku. Tekst napisał lekarz i dziennikarz Vincente Salias w 1810 roku. Muzyka została skomponowana później przez Juan José Landaeta. Mówi się jednak że melodia była znana już od 1840 roku jako La Marsellesa Venezolana („Wenezuelska Marsylianka”) w nawiązaniu do podobieństwa tytułu do Hymnu Francji.
Ostatnie badania sugerują, że prawdziwym autorem hymnu jest Andrés Bello, a nie Salias, któremu to do tej pory przypisywano. Muzykę natomiast miał skomponować Lino Gallardo. Jednakże teoria ta nie została dotychczas potwierdzona i brakuje rozpoznania przez wenezuelskich historyków.

## Tekst hymnu
| Coro: Gloria al bravo pueblo que el yugo lanzó, La Ley respetando la virtud y honor. Gloria al bravo pueblo que el yugo lanzó, La Ley respetando la virtud y honor. I "¡Abajo cadenas! ¡Abajo cadenas!" Gritaba el Señor, gritaba el Señor y el pobre en su choza Libertad pidió. A este santo nombre tembló de pavor el vil egoísmo que otra vez triunfó. A este santo nombre, A este santo nombre tembló de pavor el vil egoísmo, que otra vez triunfó. Coro II Gritemos con brío, gritemos con brío: "¡Muera la opresión! ¡Muera la opresión!" Compatriotas fieles, la fuerza es la unión; y desde el Empíreo, el Supremo Autor, un sublime aliento al pueblo infundió. Y, desde el Empíreo, Y, desde el Empíreo, el Supremo Autor un sublime aliento al pueblo infundió. Coro III Unida con lazos, unida con lazos Que el cielo formó, que el Cielo formó la América toda, existe en nación; y si el despotismo levanta la voz, seguid el ejemplo que Caracas dio. Y si el despotismo Y si el despotismo levanta la voz, seguid el ejemplo que Caracas dio. Coro | Refren: Chwała dzielnemu ludowi, który zrzucił jarzmo, Szanując Prawo, cnotę i honor. Chwała dzielnemu ludowi, który zrzucił jarzmo, Szanując Prawo, cnotę i honor. I "Przecz z łańcuchami! Precz z łańcuchami!" Krzyczał pan, krzyczał pan; I biedak w swej chacie prosił o Wolność. Na to święte imię zadrżał z przerażenia Nikczemny egoizm, który niegdyś zwyciężył. Na to święte imię, Na to święte imię zadrżał z przerażenia Nikczemny egoizm, który niegdyś zwyciężył. Refren II Zakrzyknijmy z werwą, zakrzyknijmy z werwą: "Niech zginie ucisk! Niech zginie ucisk!" Rodacy wierni, siłą jest jedność. I z Nieba Najwyższy Stwórca Szlachetnym tchnieniem napełnił lud. I z Nieba, I z Nieba Najwyższy Stwórca Szlachetnym tchnieniem napełnił lud. Refren III Złączona więzami, złączona więzami Które stworzyło Niebo, które stworzyło Niebo, Cała Ameryka istnieje w Narodzie. I jeśli despotyzm podniesie głos, Pójdźcie za przykładem, który dało Caracas. I jeśli despotyzm, I jeśli despotyzm podniesie głos, Pójdźcie za przykładem, który dało Caracas. Refren |